# Obenspeisung
Die Obenspeisung ist eine Form der Antennenankopplung. Darunter versteht man die Speisung eines Vertikalstrahlers, z. B. eines selbststrahlenden Sendemastes, an der Mastspitze. Hierfür werden vom Abstimmhaus zur obersten Abspannebene der Pardunen oder zu horizontalen Auslegern an der Mastspitze Seile gespannt, die mit dem Ausgang des Senders verbunden sind. Wenn die Obenspeisung über die oberste Pardunenebene erfolgt, muss sich zwischen dem Ankerblock und der Einspeisstelle ein Isolator befinden.
Die Obenspeisung hat gegenüber der klassischen Fußpunktspeisung den Vorteil, dass der Antennenträger geerdet aufgestellt werden kann. Dies vereinfacht unter anderem die Speisung der Flugsicherheitslampen und optimiert den Blitzschutz.